# کازماآئول
کازماآئول (به لاتین: Kazmaaul) یک منطقهٔ مسکونی در روسیه است که در داغستان واقع شده‌است.